# 기안84
기안84(본명: 김희민, 1984년 10월 22일~)는 대한민국의 만화가이자 방송인이다. 대표작으로는 웹툰 패션왕이 있다. 필명 기안84의 "기안"은 본격적으로 만화를 그리기 시작할 무렵 살고 있던 경기도 화성시 기안동에서, "84"는 출생년도인 1984년에서 따왔다. 나 혼자 산다의 초창기 멤버이자 주식회사인 "기안84"의 대표직을 수행하는 대표이사이다. 만화가로서 네이버 웹툰 복학왕을 집필하여 큰 인기를 얻었다. 수원대학교에서 서양화를 전공했으나 중퇴하였다. 경찰청 전투경찰순경으로 군복무를 하고 전역하였다. AOMG 소속의 방송인이자 만화가이다. 그의 종교는 불교이다. 경기도 여주시 출신의 만화가이자 방송인이다. 초창기에는 화가이자 만화가로서 초기 웹툰 노병가를 집필하여 데뷔하였다. 현재는 웹툰작가를 그만두고 나혼자산다, 태어난 김에 세계일주 등 방송에서 활동하고 있다. 

## 생애
IMF 사태로 인해 가세가 기울어 경제적 어려움을 겪었다. 2000년엔 수원중학교를, 2003년엔 숙지고등학교를 졸업하였으며, 수원대학교 조형예술학부 서양화과에 재학한 뒤 의무경찰로 복무하였다. 기안84는 인터뷰에서 의무경찰로 복무하며 만화가로 데뷔하고 싶다는 마음을 품게 되었다고 밝혔다.
복무 이후 대학 생활을 2년 간 이어나간뒤, 이후 졸업하고 디시인사이드의 카툰 연재 갤러리에서 단편 만화와 함께 《노병가》를 연재하였으며, 야후 카툰세상에서 연재 제의를 받아 만화가로 데뷔하였다.

## 만화가 활동

### 2009~10: 데뷔와 야후 카툰세상
데뷔 초기엔 경제적으로 궁핍한 생활을 하며 동료 만화가인 이말년과 함께 자취 생활을 하였다. 이말년은 자신의 작품 《이말년씨리즈》에서 기안84와의 생활을 유쾌하게 각색한 <기안84 회고록>이라는 단편을 통해 당시의 삶을 묘사한 바 있다.
2009년, 야후 코리아 카툰세상에서 화요 웹툰 《노병가》로 데뷔했다. 《노병가》는 군필 남성에게 인기를 끌었으며, 대한민국 전의경의 암울한 군 생활을 사실적으로 표현한 작품이라는 평을 받았다. 당시 대한민국 의무경찰의 문제점을 날카롭게 풍자하여, 불분명한 결말을 두고 외압설까지 제기되기도 했다.
2010년에는 야후 카툰세상에서 "때로는 음습하게 때로는 강렬한 리얼리티 극화"라는 소개문을 달고 《기안84 단편선》을 연재하였다. 《기안84 단편선》은 학교폭력 등 사회 문제와 관련된 여러 실험적인 내용을 선보였으나, <패딩 신드롬> 등 일부 회차는 비판적인 반응을 받았다. 단편선에 수록된 일부 내용은 《패션왕》으로 이어져 다시 화제가 되기도 하였다.

### 2011~13: 《패션왕》 연재
《기안84 단편선》 이후 네이버에 청소년의 성장을 다룬 만화의 기획안을 제출하였지만 거절당하자, 대략적인 틀만 완성된 상태였던 《패션왕》을 제출하여 해당 작품으로 연재를 확정지었다. 만화가 이말년과의 동거 생활 중이던 2011년 5월 5일부터 2013년 6월 5일까지 네이버 웹툰에서 《패션왕》을 연재했다. 《패션왕》은 패션이란 소재와 고등학교 청소년들의 성장기를 매끄럽게 어우른 스토리로 좋은 평가를 받았으며, 드라마 및 영화로 제작되었고, 웹툰 주인공이 11번가의 광고 모델로 선정되는 등 신드롬급 인기를 얻었다. 기안84 역시 이 작품으로 이름을 알렸다.
하지만 2개월 간의 장기 휴재와 복귀 후엔 주제를 벗어나는 스토리, 떨어지는 개연성, 지각 연재로 인하여 독자의 혹평이 증가하기 시작하였으며, 2013년 6월 5일 마지막 화를 연재하였다.

### 2014~21: 《복학왕》, 《회춘》 연재
2014년 6월 10일, 《패션왕》에서 시간이 흐른 시점을 다룬 《복학왕》의 연재가 시작되었다. 전작의 주인공 우기명의 본격적인 대학 생활을 사실적으로 그려낸 작품으로, 초창기에는 흔히 지잡대와 흙수저로 표현되는 20대, 특히 남성의 현실을 예리하게 보여줬으나 연재 초기부터 시작된 잦은 지각 연재, 독자의 시각에서 당황스러운 전개, 전작에 비해 늘어난 자극성 논란으로 비판이 증가하였다. 약 7년 3개월 간 연재를 이어오던 《복학왕》은 2021년 7월 20일에 353화를 마지막으로 완결되었다.
《패션왕》 시리즈와는 별개로, 2019년 11월 29일 《회춘》의 연재가 시작되었다. 가수 헨리가 작업한 배경음악 <Return>과 프로그램 나 혼자 산다에서 공개된 작업 영상이 화제를 모았으며, 감성적인 전개와 자연스러운 감정선으로 호평을 받았다. 그렇게 꾸준한 연재를 이어오던 도중, 50화 <노인 공고 1화>를 마지막으로 전개 구상을 위해 연재를 무기한 중단한 상태이다.

## 방송 활동
2011년 <켠김에 왕까지>에 이말년과 함께 출연해 방송 활동을 시작하였으며, 2016년엔 <나 혼자 산다>에 게스트로 출연하였다. 기안84의 <나 혼자 산다> 방영분은 시청자의 좋은 반응을 얻었고, 고정 멤버로 합류하였다.
같은 해 10월엔 《해피투게더 3》의 <백문이 불여일짤> 코너에서 일러스트레이터 역할을 맡았고, 코너가 폐지된 다음 해 4월까지 참여하였다. 2019년 3월엔 미스틱스토리와 전속 계약을 체결, 만화가 활동 이외의 연예 활동과 관련하여 매니지먼트 지원을 받게 되었다.
방송에 출연하면 굉장히 자유로운 모습을 보여주면서도 선을 넘지 않아 시청자들의 기분을 매우 좋게 해서 인기를 얻고 있다.

## 학력
- 1997년 소화초등학교 졸업
- 2000년 수원중학교 졸업
- 2003년 숙지고등학교 졸업
- 수원대학교 조형예술학부 서양화과 중퇴

## 작품 목록
| 연도        | 제목              | 연재처         | 비고                          |
| ----------- | ----------------- | -------------- | ----------------------------- |
| 2009        | 노병가            | 야후! 카툰세상 |                               |
| 2010        | 기안84 단편선     | 야후! 카툰세상 |                               |
| 2011 – 2013 | 패션왕            | 네이버 웹툰    |                               |
| 2013        | 모락모락 찐팡가족 | SMTOWN         | 홍보 웹툰. 김희철과 공동 작업 |
| 2014        | 보세왕            | 네이버 웹툰    | 브랜드 웹툰                   |
| 2014 – 2021 | 복학왕            | 네이버 웹툰    |                               |
| 2016        | 체육왕            | 네이버 웹툰    | 브랜드 웹툰                   |
| 2016        | 구운세상          | 네이버 웹툰    | 브랜드 웹툰                   |
| 2017        | 썬데이 상담소     | 네이버 웹툰    | 캠페인 웹툰. 작가진으로 참여  |
| 2019 – 2020 | 회춘              | 네이버 웹툰    | 휴재                          |

## 출연

### 방송
| 연도        | 제목                           | 역할        | 방송국       |
| ----------- | ------------------------------ | ----------- | ------------ |
| 2011        | 켠김에 왕까지                  | 게스트      | 온게임넷     |
| 2012        | 완판기획                       | 게스트      | tvN          |
| 2014        | SNL 코리아                     | 특별 출연   | tvN          |
| 2015        | 현장토크쇼 택시                | 게스트      | tvN          |
| 2015        | 웹툰히어로 툰드라쇼            | 배우        | MBC EVERY1   |
| 2016 ~      | 나 혼자 산다                   | 고정 출연   | MBC          |
| 2016        | 무한도전                       | 게스트      | MBC          |
| 2016        | 라디오스타                     | 게스트      | MBC          |
| 2016 – 2017 | 해피투게더 3 - 백문이 불여일짤 | 고정 출연   | KBS          |
| 2017        | 잡스                           | 12회 게스트 | JTBC         |
| 2018        | 냉장고를 부탁해                | 게스트      | JTBC         |
| 2022        | 태어난 김에 세계일주           | 고정 출연   | MBC          |
| 2023        | 어서와~ 한국은 처음이지?       | 게스트      | MBC 에브리원 |
| 2023        | 태어난 김에 세계일주 2         | 고정 출연   | MBC          |
| 2023        | 태어난 김에 세계일주 3         | 고정 출연   | MBC          |
| 2023        | 덱스의 냉터뷰                  | 게스트      | 유튜브       |
| 2024        | 유 퀴즈 온 더 블럭             | 게스트      | tvN          |
| 2024        | 태어난 김에 음악일주           | 고정 출연   | MBC          |
| 2025        | 태어난 김에 세계일주 4         | 고정 출연   | MBC          |
| 2025        | 달려라 석진                    | 게스트      | 유튜브       |

### 영화
| 연도 | 제목   | 배역            | 비고      |
| ---- | ------ | --------------- | --------- |
| 2014 | 패션왕 | 성철의 똘마니 2 | 특별 출연 |
| 2020 | 히트맨 | 기안84          |           |

### 드라마
| 연도 | 제목                     | 배역   | 방송국              | 비고      |
| ---- | ------------------------ | ------ | ------------------- | --------- |
| 2017 | 막판로맨스               | 황금손 | JTBC 웹 드라마      |           |
| 2017 | 오늘도 형제는 평화롭다   | 작가 1 | 네이버 TV 웹 드라마 | 특별 출연 |
| 2024 | 플레이어 2 : 꾼들의 전쟁 |        | tvN 월화드라마      | 특별 출연 |

### 광고 모델
| 연도 | 기업명     | 제품명          | 비고                                       |
| ---- | ---------- | --------------- | ------------------------------------------ |
| 2017 | 롯데제과   | 꼬깔콘          |                                            |
| 2018 | 그라펜     | TV 광고         |                                            |
| 2018 | 롯데       | 롯데 ON 캠페인  | 전현무, 박나래, 한혜진, 이시언과 공동 출연 |
| 2019 | 동서식품   | 맥심 모카골드   |                                            |
| 2019 | 신전떡볶이 | 웹 광고         |                                            |
| 2019 | LG전자     | ThinQ           |                                            |
| 2020 | 네이버     | 네이버 익스퍼트 |                                            |
|      |            |                 |                                            |
|      |            |                 |                                            |

## 홍보대사
| 연도   | 홍보대사명                       | 비고 |
| ------ | -------------------------------- | ---- |
| 2018년 | 제21회 부천국제만화축제 홍보대사 |      |
| 2019년 | 청년 스마트 일자리 홍보대사      |      |

## 수상 및 후보
| 연도 | 시상식                 | 부문                         | 작품                               | 결과 |
| ---- | ---------------------- | ---------------------------- | ---------------------------------- | ---- |
| 2012 | 20's Choice            | 클릭상                       | 패션왕                             | 수상 |
| 2017 | MBC 방송연예대상       | 버라이어티부문 남자 신인상   | 나 혼자 산다                       | 후보 |
| 2017 | MBC 방송연예대상       | 베스트 커플상 (박나래와)     | 나 혼자 산다                       | 수상 |
| 2018 | MBC 방송연예대상       | 버라이어티부문 남자 우수상   | 나 혼자 산다                       | 수상 |
| 2019 | MBC 방송연예대상       | 베스트 커플상 ( 헨리와)      | 나 혼자 산다                       | 수상 |
| 2019 | MBC 방송연예대상       | 버라이어티 부문 최우수상     | 나 혼자 산다                       | 후보 |
| 2019 | MBC 방송연예대상       | 베스트 팀워크상              | 나 혼자 산다                       | 수상 |
| 2021 | MBC 방송연예대상       | 버라이어티부문 남자 최우수상 | 나 혼자 산다                       | 수상 |
| 2021 | MBC 방송연예대상       | PD상                         | 나 혼자 산다                       | 수상 |
| 2022 | MBC 방송연예대상       | 멀티플레이어상               | 나 혼자 산다, 태어난 김에 세계일주 | 수상 |
| 2023 | 한국방송대상           | 최우수 예능인상              | 나 혼자 산다, 태어난 김에 세계일주 | 수상 |
| 2023 | MBC 방송연예대상       | 베스트 커플상                | 태어난 김에 세계일주               | 수상 |
| 2023 | MBC 방송연예대상       | 올해의 예능인상              | 나 혼자 산다, 태어난 김에 세계일주 | 수상 |
| 2023 | MBC 방송연예대상       | 대상                         | 나 혼자 산다, 태어난 김에 세계일주 | 수상 |
| 2024 | MBC 방송연예대상       | 리얼리티 부문 남자 최우수상  | 나 혼자 산다, 태어난 김에 음악일주 | 수상 |
| 2024 | MBC 방송연예대상       | 올해의 예능인상              | 나 혼자 산다, 태어난 김에 음악일주 | 수상 |
| 2025 | 제4회 청룡시리즈어워즈 | 남자예능인상                 | 대환장 기안장, 기안이쎄오          | 수상 |

## 논란
- 나 혼자 산다에서 축하 파티가 열렸는데, 코로나 때문에 대부분 회원들이 불참석, 실망한 기안84를 달래기 위해 전현무는 몰카였다고 하지만, 기안84는 더더욱 실망하고 말았고 이에 네티즌들은 "왕따냐", "사람 가지고 장난하냐" 등, 실망스러운 반응이 많았다.

그의 웹툰에 청각장애인 여성이 나왔다. 그는 청각장애인과 관련한 비하 발언을 사과했다.

## 같이 보기
- 이말년
- 박나래
- 박태준
- 나 혼자 산다
- 전현무
- 성훈
- 이시언
- 장도연
- 손담비